# Comuna de Jedlnia-Letnisko
Jedlnia-Letnisko (polaco: Gmina Jedlnia - Letnisko) é uma gminy (comuna) na Polónia, na voivodia de Mazóvia e no condado de Radomski. A sede do condado é a cidade de Jedlnia-Letnisko.
De acordo com os censos de 2004, a comuna tem 11 222 habitantes, com uma densidade 171,1 hab/km².

## Área
Estende-se por uma área de 65,57 km², incluindo:
- área agrícola: 78%
- área florestal: 13%

## Demografia
Dados de 30 de Junho 2004:
|                      | Total   | Total | Mulheres | Mulheres | Homens  | Homens |
| -------------------- | ------- | ----- | -------- | -------- | ------- | ------ |
|                      | pessoas | %     | pessoas  | %        | pessoas | %      |
| População            | 11 222  | 100   | 5602     | 49,9     | 5620    | 50,1   |
| Densidade (pop./km²) | 171,1   | 100   | 85,4     | 85,4     | 85,7    | 85,7   |

De acordo com dados de 2002, o rendimento médio per capita ascendia a 1194,14 zł.

## Subdivisões
- Aleksandrów, Antoniówka, Cudnów, Dawidów, Groszowice, Gzowice, Gzowice-Folwark, Gzowice-Kolonia, Jedlnia-Letnisko, Lasowice, Maryno, Myśliszewice, Natolin, Piotrowice, Rajec Poduchowny, Rajec Szlachecki, Sadków, Sadków-Górki, Siczki, Słupica, Wrzosów.

## Comunas vizinhas
- Gózd, Jastrzębia, Pionki, Pionki, Radom